# Núbie

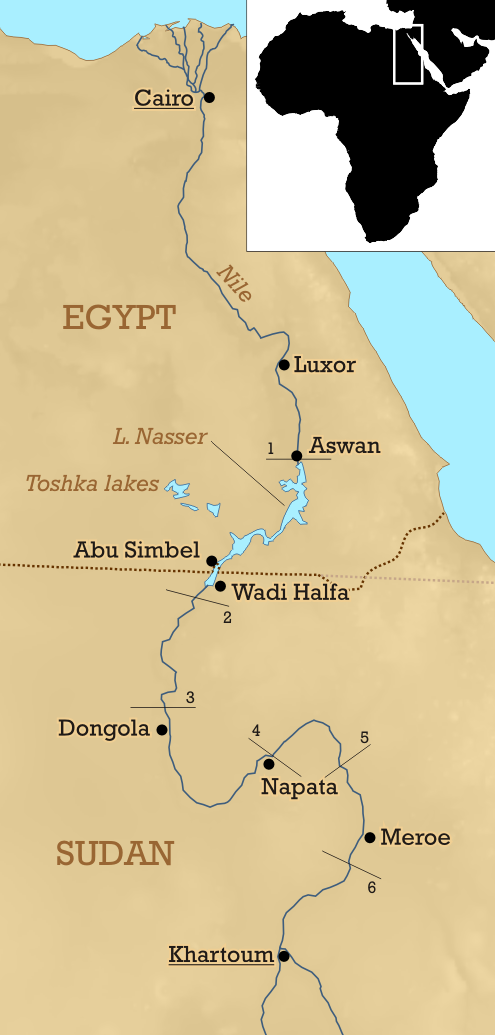
Núbie dnes

Núbie je historické území rozprostírající se v údolí Nilu mezi 1. a 4. nilským kataraktem v oblasti dnešního severního Súdánu a jižního Egypta. Větší část Núbie se nachází v Súdánu, pouze jedna čtvrtina leží v Egyptě. Je to též historické území, na kterém se ve starověku nacházela Núbie jako nezávislé království.
Počátkem 20. století se zájem archeologů soustředil na oblast Núbie v souvislosti s připravovanou výstavbou přehrady u Asuánu. V čele mezinárodního týmu, dokumentujícího ohrožené chrámy a památky, stál americký egyptolog George Andrew Reisner, který chronologicky rozdělil historii starověké Núbie podle čtyř po sobě jdoucích kulturních skupin A–D.

## Charakteristika
Pro tuto oblast je typické pouštní podnebí s vysokými teplotami a nízkou vlhkostí vzduchu.
Núbijci hovoří nejméně dvěma nářečími z núbijské jazykové skupiny, která patří spolu s jazyky nobiin, kenuzi-dongola, midob a několika příbuznými nářečími ze severních částí pohoří Núba v Jižním Kordofánu do Nilsko-saharské jazykové rodiny. Další nářečí, birgid, bylo používáno alespoň do roku 1970 na sever od Nyaly v Dárfúru, ale v dnešní době je mrtvé. Stará núbijština byla používána hlavně v náboženské literatuře z 8. a 9. století n. l. a je považována za předchůdce moderního jazyka nobiin.

## Historický vývoj

### Pravěk

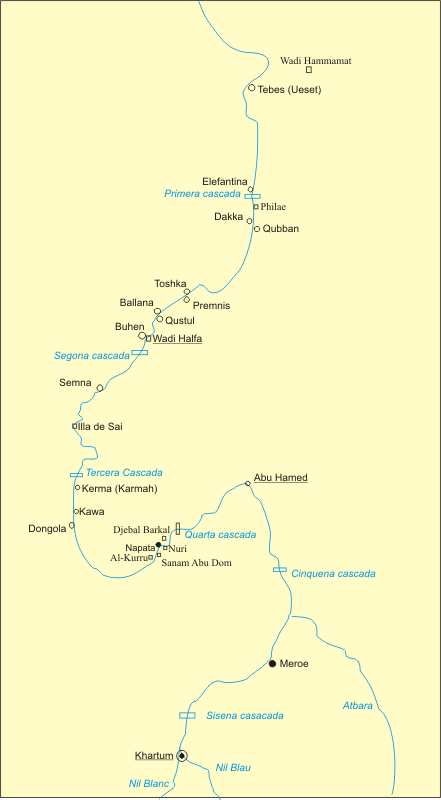
Mapa Núbie

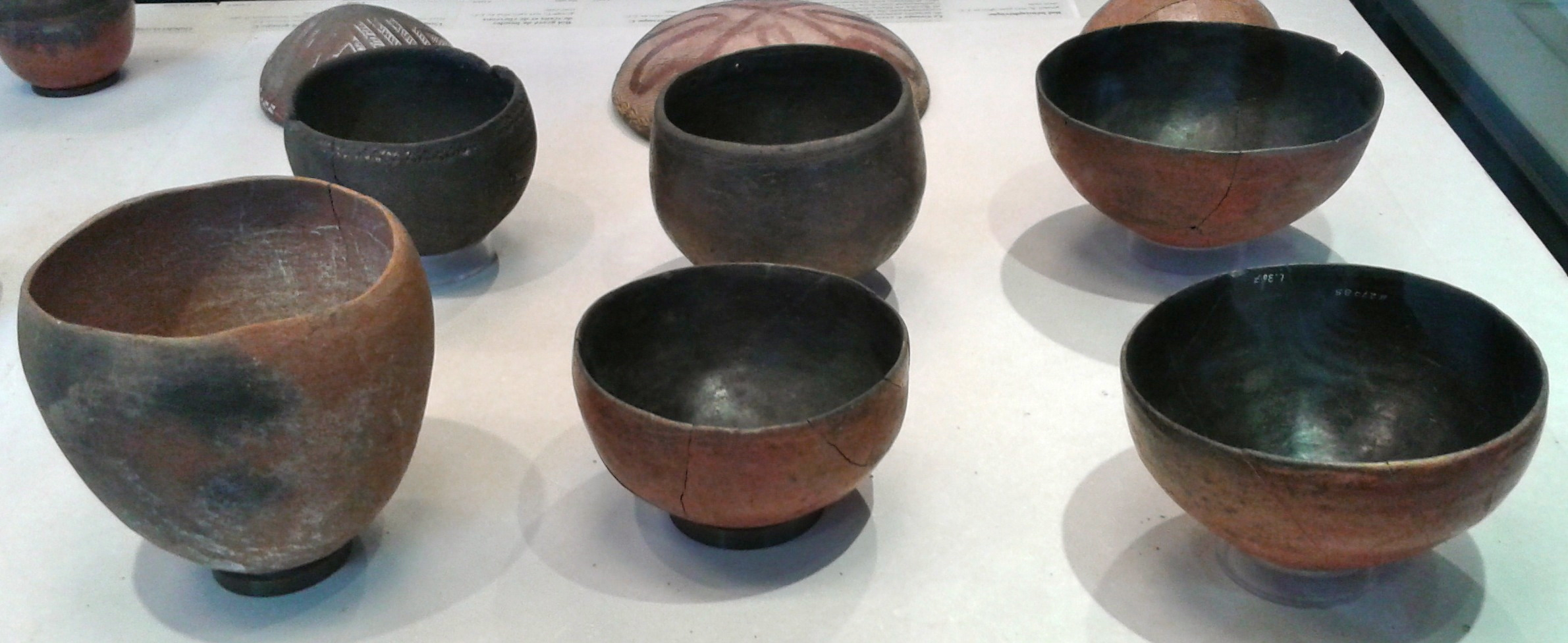
Keramika skupiny A. v Louvru

Archeologické nálezy naznačují, že neolitická populace údolí Nilu sem pravděpodobně přišla ze Súdánu stejně jako ze Sahary a po dobu pravěku tvořily všechny tři oblasti okruh s jednotnou kulturou.
Okolo roku 3800 př. n. l. vznikla první „núbijská“ kultura označovaná jako skupina A. Existovala současně s městskými státy předdynastického Horního Egypta kultury Nakáda a byla s ní etnicky i kulturně podobná. Nálezy z Kustulu dokládají, že okolo roku 3300 př. n. l. existovalo v oblasti jednotné království, které udržovalo významné oboustranné styky s nakádskou civilizací Horního Egypta, a to jak ve výměně kulturních poznatků, tak i při mísení obyvatelstva. Je možné, že tento útvar ovlivnil sjednocení Egypta a velmi pravděpodobně přispěl do seznamu egyptské ikonografie, například bílou korunou a serechem, odznaky pozdějších faraonů. V čase přechodu k archaické době si Nakáda při své snaze o dobytí a sjednocení Nilského údolí, jak se zdá, podmanila Ta-Seti (království, ve kterém ležel Kustul) a připojila ho k vznikajícímu egyptskému státu jako první egyptský nom. Zdá se, že v čase 1. dynastie byla oblast skupiny A zcela vylidněna, pravděpodobně v důsledku stěhování lidí na území na západě a jihu. Skupina A začala upadat na začátku 28. století př. n. l.
Následující kultura v Núbii je označována jako skupina B. V dřívějších dobách se předpokládalo, že lid skupiny B přišel do Núbie z jiné oblasti, ale dnes většina historiků věří, že skupina B byla zchudlou skupinou A. Důvody nejsou objasněny, ale tento vývoj mohl být způsoben egyptskou invazí a pleněním začínajícím touto dobou.
Věří se, že Núbie sloužila jako obchodní prostor mezi Egyptem a tropickou Afrikou už před rokem 3100 před n. l. Egyptští řemeslníci používali eben a slonovinu z rovníkové Afriky už před tímto datem.

### Starověk

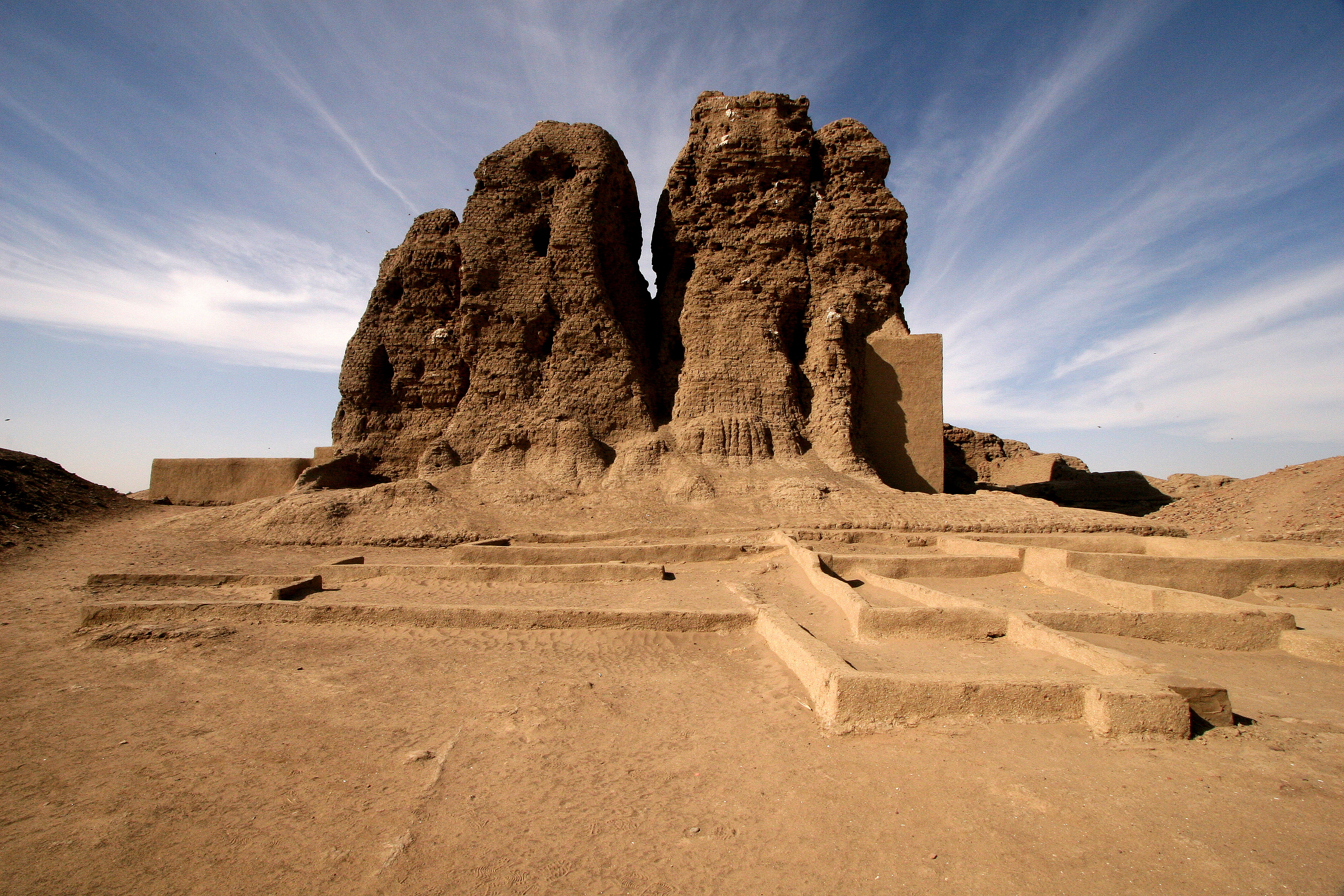
Pozůstatky starověkého chrámu ve městě Kerma

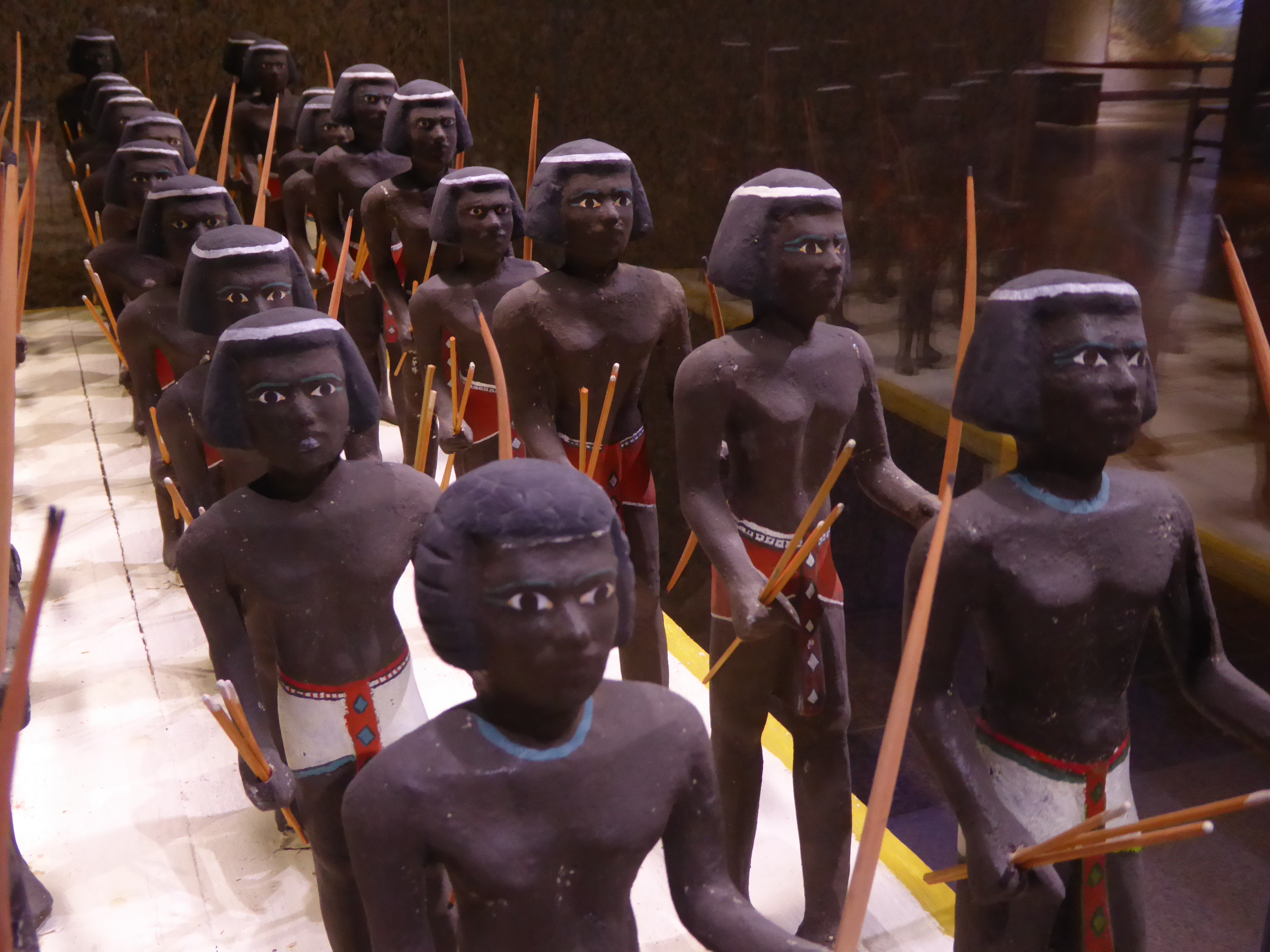
Sošky núbijských lučištníků sloužících v armádách egyptských panovníků

O Núbii se poprvé hovoří v záznamech o obchodní výpravě během Staré říše z roku 2300 před n. l. Egypťané používali obchodní síť, která vedla z Asuánu nad prvním nilským kataraktem, což byla nejjižnější hranice Egypta v tomto období, přes Núbii do tropické Afriky, ze které do jejich říše proudilo zlato, kadidlo, slonovina, ebenové dřevo a exotická zvířata. Núbijci byli rovněž najímáni jako žoldnéři pro vojenské výpravy. Tento obchod přinesl do Núbie bohatství a stabilitu. V období vlády 6. dynastie byla už Núbie rozdělena na vícero malých království.
O tom, zda skupina C, která se rozvíjela od roku 2240 do roku 2150 před n. l., byla výsledkem dalšího vnitřního vývoje v Núbii nebo vpádu útočníků, se vedou spory. Mezi keramikou skupiny A a C existuje jednoznačná podobnost, což by mohlo ukazovat na obnovení moci vyhnané skupiny A nebo návrat k předchozím formám umění. V této době také došlo k vysychání Sahary, což mohlo způsobit náhlé nájezdy saharských kočovníků. Keramika skupiny C je charakteristická rýhováním čarami s bílou výplní a napodobováním povrchu košů.
Současně se skupinou C existovala v Núbii také kultura pánvových hrobů nazvaná podle mělkých hrobů. Příslušníci této kultury jsou spojeni s východním břehem Nilu, ale obě kultury určitě udržovaly vzájemný styk. Keramika pánvových hrobů je charakterizovaná vtlačovanými čarami u svých keramických výrobků, ale v menší míře než u skupiny C, přičemž mezi geometrickou výzdobou měla ponechaný volný prostor.
Do období Střední říše a 12. dynastie faraonů se datují snahy Egypta o ovládnutí Núbie s cílem získat kontrolu nad obchodní sítí v severní Núbii a přímý přístup k obchodu s jižní Núbií. Jako výsledek několika vojenských tažení byla v tomto období Núbie připojena k Egyptu, pro který se stala zprostředkovatelem obchodu s africkým vnitrozemím. Z Núbie Egypt získával kožešiny, kadidlo, slonovinu, koření, dobytek, kámen, dřevo a zlato. Egypťané vybudovali síť pevností sahající až pod druhý nilský katarakt. Zdá se, že mezi posádkami pevností a místním obyvatelstvem bylo udržované mírumilovné spolužití, ale ovlivňovali se pouze minimálně.
Nejnovější nálezy archeologů a egyptologů jsou zdrojem spekulací o existenci núbijské velmoci dávno před Egyptem. Významným nálezem je také objevení soch bohů Amona a Mut.

### Království Kuš

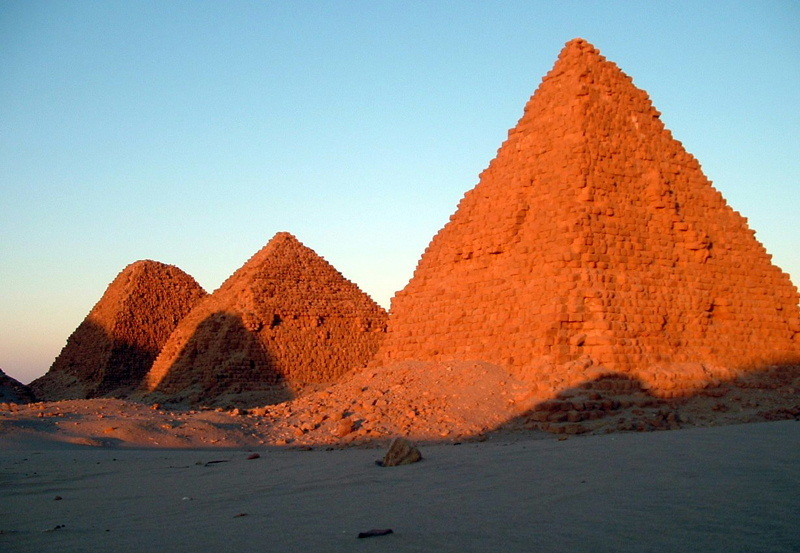
V pyramidách v Nuri odpočívá celkem 21 králů a 52 královen a princezen

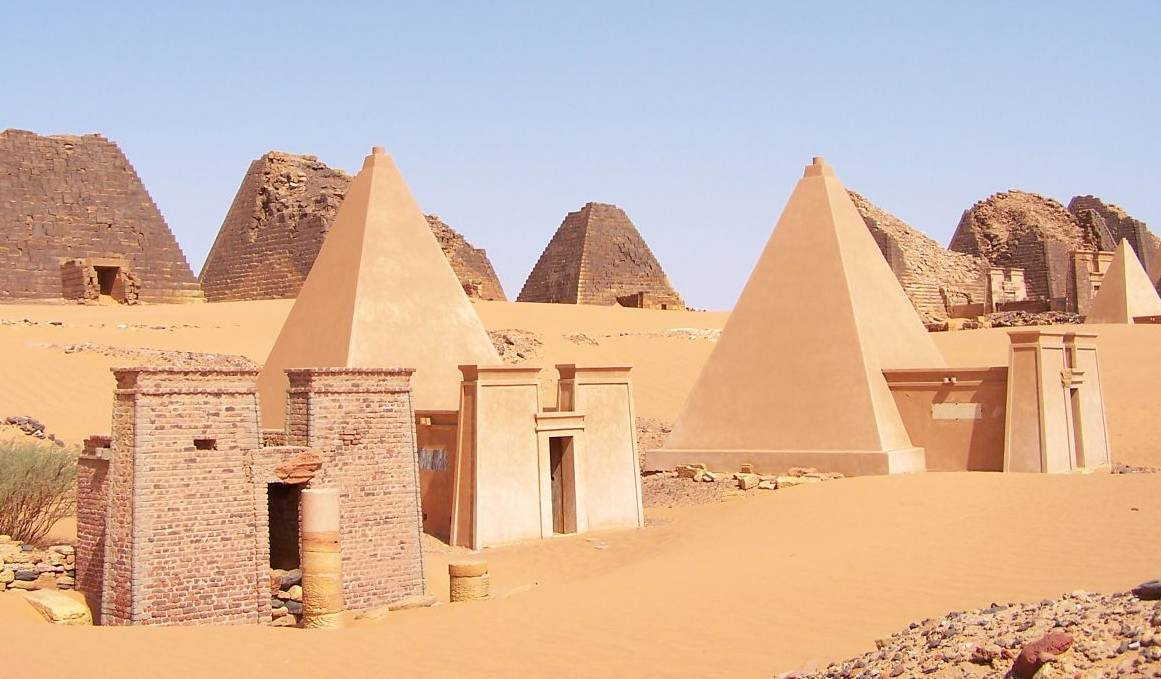
Pyramidy v Meroe

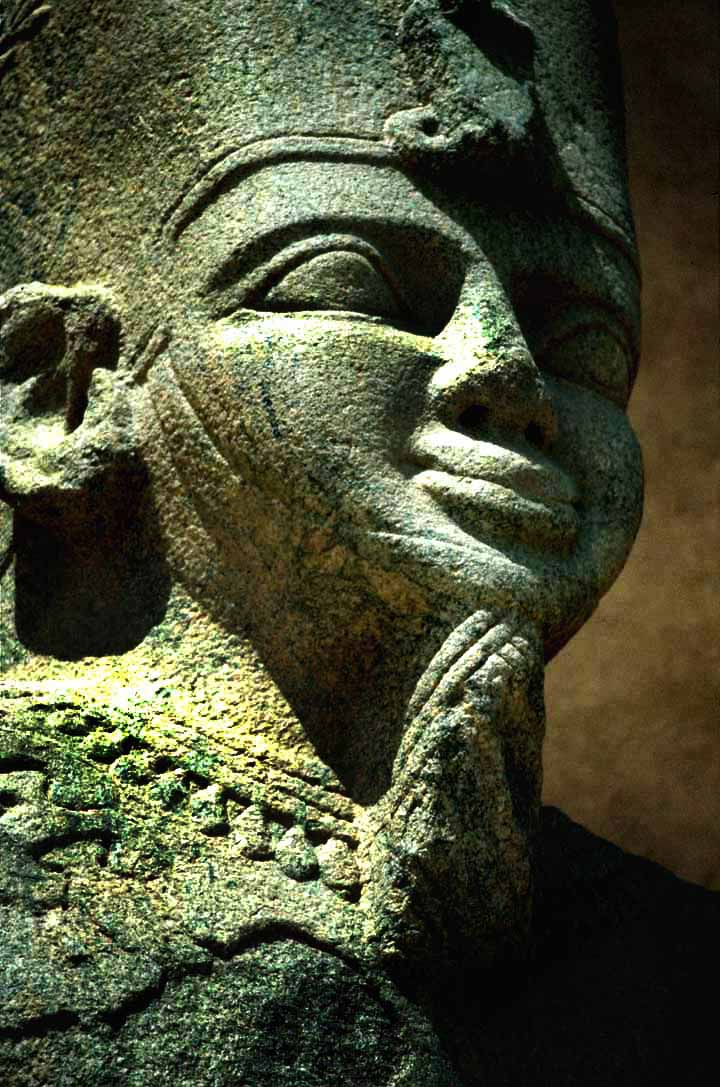
Socha kušitského krále

Během Druhého přechodného období se Núbie opět osamostatnila. Z tohoto období pochází první království, kterému se podařilo sjednotit velkou část oblasti, království Kerma, nazvané podle svého předpokládaného hlavního města Kerma, jednoho z nejranějších městských osídlení v tropické Africe. Kultura obyvatel se nazývá kermská. Egypťané toto království nazývali královstvím Kuš.
V roce 1750 př. n. l. už byli panovníci Kermy dostatečně mocní, aby dokázali řídit výstavbu rozsáhlých stavebních objektů z nepálených cihel a vlastnili hroby s bohatou výbavou a lidskými oběťmi. Řemeslníci byli zruční v práci s kovem a jejich keramika předstihla i keramiku egyptskou.
Za Nové říše obnovili Egypťané svoje výboje a podařilo se jim porazit království Kerma a dosáhnout až ke čtvrtému nilskému kataraktu. V dobách Thutmose I., okolo roku 1520 před n. l., byla podmaněna celá severní Núbie. Egypťané vybudovali nové správní středisko v Napatě a využívali Núbii jako zdroj zlata, které udělalo z Egypta největšího producenta zlata na Blízkém východě.
Na sklonku období Nové říše se Núbie vymanila z egyptského vlivu. Vzniklo nezávislé království Kuš se sídlem v Napatě, později v Meroe. Po svém odchodu zanechali Egypťané v Núbii své potomky, kteří se smísili s původními obyvateli, přijali jejich zvyky a vytvořili základ království Kuš. Kušité přijali mnohé egyptské zvyklosti jako například egyptské náboženství a stavbu pyramid.
Roku 770 př. n. l. panovník Kuše jménem Kašta dobyl Veset a prohlásil se vládcem celého Egypta. Jeho syn Pianchi dobyl území nilské delty a založil tak tzv. kušitskou dynastii. Období této 25. dynastie bývá někdy označováno za vládu černých faraonů. Jeho potomci převzali zvyky egyptských faraonů, nenechávali se však pochovávat v Egyptě, ale v pyramidách, které si nechali vystavět v Kurru a později v Buri v Núbii.
Po dobytí Egypta Asyřany v roce 671 př. n. l. se tehdejší faraon Tanutamon vrátil do rodného království Kuš. Na počátku 3. století př.n.l. se hlavním městem království stalo Meroe. Merojské království v době svého rozkvětu ovládalo rozsáhlé území od 1. nilského kataraktu až k Sennaru. Království zůstalo nezávislým i v době římské nadvlády v Egyptě. Římané s ním však obchodovali a najímali si Kušity jako žoldnéře.
V této době došlo k rozpadu Núbie na menší území ovládané silnými jednotlivci nebo generály, kteří svou moc opírali o malé armády žoldnéřů. Tyto skupiny vedly boj o nadvládu nad Núbií, což vedlo k oslabení celé země.
V určitou dobu byla Kuš dobyta příslušníky skupiny Noba, od jejichž jména je možná odvozen název Núbie (jinou variantou vzniku tohoto názvu je egyptské slovo nub, které znamenalo zlato). Od této doby nazývali Římané tuto oblast Nobatea. Dnešní výzkumy v oblasti populační genetiky ukazují, že v povodí Nilu existoval pohyb genetického materiálu ve směru z jihu na sever. Podobně také lingvistické doklady naznačují, že Núbijci přišli původně z jihu nebo jihozápadu. Výzkum na poli historické lingvistiky naznačuje, že núbijská jazyková skupina nilo-núbijských jazyků se musela oddělit od núbijských jazyků, kterými se dosud hovoří v pohoří Núba v súdánském Kordofánu před aspoň 2500 lety.

#### Náboženství
Navzdory kulturní blízkosti Egypta si Kušité vytvořili vlastní náboženský systém. Z nejstarší doby jsou zachovány jeskynní malby zvířat. Ve městě Kerma byly odhaleny pozůstatky velkého chrámu, nazývaného deffufa, postaveného z cihel. Na území tehdejšího kušitského království se dochovaly pozůstatky tří takových chrámů. Je zde archeologicky doložen také originální způsob pohřbívání – zesnulí byli ukládáni do hrobek na hovězí kůže nebo na lůžka a uloženi na bok v ohnuté poloze s tváří směřující k severu. Byli oblečeni do bederních roušek nebo zabaleni do ovčí kůže, obklopeni pohřebními předměty v podobě zbraní, šperků, nádob na vodu, keramiky a dalších osobních věcí. Kušitští vládci pohřbívali také své nejoblíbenější koně do hrobek poblíž hrobky královské.
V pozdější době (kolem 8. století př. n. l.) dochází k více kulturním kontaktům i bojům s Egyptem, a tím i ovlivňování kultur. Vyobrazení egyptského božstva s beraní hlavou nápadně připomíná kušitská beraní božstva vody a plodnosti, která byla původně uctívána v Kermě. Rovněž Menhit – staroegyptská bohyně války vyobrazovaná jako žena se lví hlavou – byla původně bohyní války spojované se sluncem v království Kuš. Podobně bůh Dedun pocházel z kušitského náboženství a byl přijat také do egyptského panteonu. Podobně božstva Bes, Bastet a další. A naopak na některých hrobkách v archeologické lokalitě v Kermě je zobrazen egyptský bůh Hor.
Nejdůležitějším v kušitském pantheonu byl bůh Hor, dále Amon a Chnum.

### Núbie ve středověku

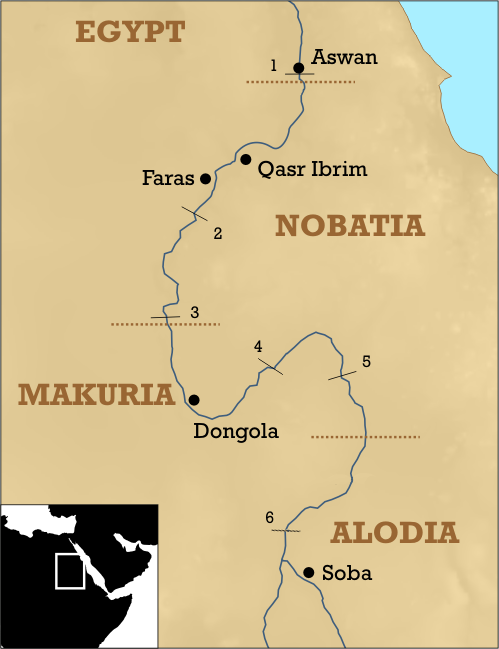
Mapa středověké Núbie s vyznačenými královstvími Nobatie, Makúrie a Alódie

Okolo roku 350 n. l. na Núbii zaútočilo etiopské království Aksúm a Merojské království  se rozpadlo. Na jeho místě vznikla po určité době čase tři menší království: Nobatie s hlavním městem Pachoras (současný Faras) na severu mezi prvním a druhým nilským kataraktem, Makúrie s hlavním městem Stará Dongola uprostřed a Alódie s hlavním městem Soba (nedaleko Chartúmu) na jihu. Nobatský král Silko porazil okolo roku 500 n. l. kočovný kmen Blemmijů a zaznamenal svoje vítězství v řeckém nápisu vytesaném na stěnách chrámu v Talamis (dnes Kalábša).

### Přijetí křesťanství a islámu
Biskup Atanáš Alexandrijský vysvětil krátce před svou smrtí roku 373 jistého Marka coby biskupa na Philae, což dosvědčuje, že v 4. století křesťanství proniklo do Núbie. Jan Efezský zaznamenal, že monofyzitský kněz jménem Julian obrátil krále Nobatie a jeho dvůr na víru kolem roku 545. Jan také poznamenává, že království Alódie přijalo křesťanství kolem roku 569. Jan z Biscloria však zaznamenal, že království Makúrie bylo obráceno téhož roku na římskokatolické křesťanství, což by mohlo naznačovat, že se Jan Efezský mýlí. Pochybnosti o jeho svědectví zvyšuje záznam v kronice alexandrijského patriarchy řecké ortodoxní církve Eutychia, který uvádí, že roku 719 církev v Núbii přestoupila z řecké ortodoxní církve k etiopské ortodoxní církvi.
V 7. století království Makúrie vzrostlo natolik, že se stalo dominantní mocností v núbijské oblasti. Království bylo dostatečně silné, aby zastavilo šíření islámu Araby, kteří se zmocnili Egypta. Po několika neúspěšných útocích vládci Egypta a Makúrie uzavřeli dohodu o mírovém soužití a obchodu. Tato smlouva vydržela šest století. V průběhu století však příliv arabských obchodníků přinesl do Núbie islám a ten postupně nahradil křesťanství. Okolo roku 1350 byl „královský“ kostel v Dongole přeměněn na mešitu.

## Moderní Núbie

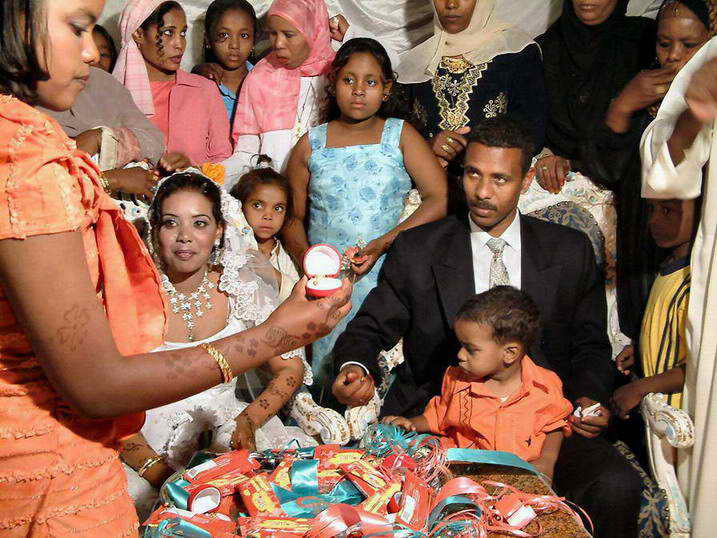
Svatba v dnešní Núbii

Ve 14. století se vláda v Staré Dongole rozpadla a Núbie se dostala do područí islámského Egypta. V následujících stoletích došlo k několika útokům na Núbii a vzniku mnoha malých království. Severní Núbie byla podřízena přímo Egyptu, zatímco jih připadl v 16. století sultanátu Sennar nacházejícímu se na území dnešního Súdánu. Na začátku 19. století, během vlády Muhammada Alího, se dostala celá Núbie pod nadvládu Egypta a později se stala součástí anglo-egyptského kondominia.

### 20. století
Po rozpadu koloniálního panství v severní Africe byla Núbie rozdělena mezi Egypt a Súdán.
Mnoho egyptských Núbijců bylo donuceno se vystěhovat kvůli vybudování Asuánské přehrady a vzniklému Násirovu jezeru. Dnes je možné núbijské osady nalézt na sever od Asuánu, na západním břehu Nilu a na ostrově Elefantina. Mnoho jich žije též v Káhiře a dalších velkých městech Egypta.